# Radio Amazigh
Ne doit pas être confondu avec Tamazight TV.

Ancien logo de Radio Amazigh

Radio Amazigh (en arabe : الإذاعة الأمازيغية «La Chaîne Amazighe») est une station de radio marocaine généraliste. Elle se veut pour vocation le développement, la production et la diffusion de la culture Amazigh.